# Turiaçu
Turiaçu este un oraș în unitatea federativă Maranhão (MA), Brazilia.